# 中國放送
株式會社中國放送（日语：／ Chūgoku Hōsō */?），通稱中國放送，簡稱RCC（取自于公司舊名「中國電台」的英文名Radio Chugoku Company），是以日本廣島縣為播出範圍的一家廣電兼營台，總部位於廣島市。中國放送的廣播服務開始於1952年10月1日，為JRN和NRN聯播網成員；電視服務開始於1959年4月1日，為JNN聯播網成員，遙控器號碼是3頻道。

## 資本構成
中國新聞社是中國放送的最大股東，且中國新聞社創業家族山本家是中國放送的個人大股東。中國新聞系持有中國放送超過三分之一的股權，在股東大會上有權行使否決權。下表列出2015年3月31日時中國放送的主要股東，帶「☆」號的是中國新聞系股東（相關企業及人士）:394：
| 資本金         | 發行股份總數 | 股東數 |
| -------------- | ------------ | ------ |
| 3億8,250萬日元 | 76,500股     | 233    |

| 股東                  | 持股數  | 比例  |
| --------------------- | ------- | ----- |
| ☆中國新聞社           | 7,640股 | 9.99% |
| ☆中國新聞情報文化中心 | 7,630股 | 9.97% |
| ☆中國文化企劃中心     | 7,620股 | 9.96% |
| 藤田建設              | 5,564股 | 7.27% |
| 東京放送控股          | 4,628股 | 6.04% |
| 廣島銀行              | 3,825股 | 5.00% |
| ☆山本信子             | 3,800股 | 4.97% |

## 歷史

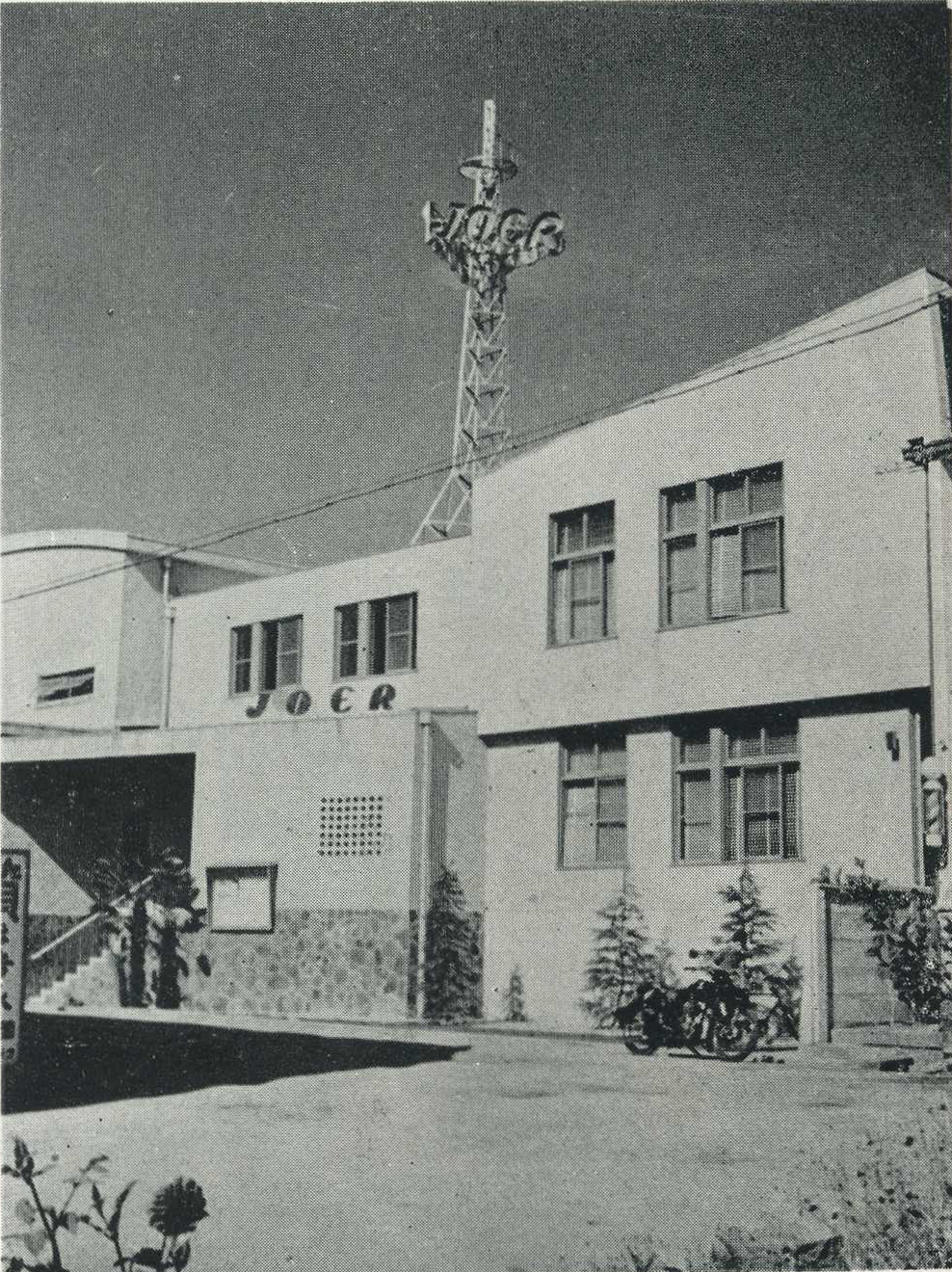
1955年時的中國電台

1950年「電波三法」（《電波法》、《放送法》、《電波監理委員會設置法》）通過之後，日本各地出現申請設立民營廣播的運動。廣島縣亦有「廣島平和放送」和「廣島電台」（ラジオ広島）兩家公司申請開設民營電台。後在電波監理委員會的勸告下，兩家公司合併為「廣島放送」:29。1951年4月21日，廣島放送獲得預備執照。翌年2月25日，廣島放送舉辦發起人會，獲得了來自以中國新聞社為首，包括朝日新聞、每日新聞等報社的注資:29。5月7日，廣島放送舉辦創立總會，並在中國新聞社大樓2層設立事務所:30。8月8日，廣島放送舉辦臨時股東總會，將公司名改為「中國電台」（ラジオ中国），資本金6,000萬日元:30。9月27日，中國電台開始進行試播:31。
1952年10月1日早晨6時30分，中國電台正式開始播出:34。當時中國電台每日播出16小時30分的節目:35。翌年4月11日，中國電台開始在廣島市上柳町修建總部大樓，並在同年11月10日竣工。這座建築有5各錄音棚，令中國電台在硬體方面有了巨大進步:40-42。1953年時，據廣島大學的調查，廣島市及吳市收聽率最高的節目中，有8個是NHK節目，2個是中國電台節目。但在1955年，這一比例變成NHK1個節目，中國電台9個節目:56-57。在1958年的調查，中國電台佔據廣島50.4%的廣播收聽市場，大幅超過NHK的30.9%:57。
1954年，中國電台申請獲得電視播出執照:64，並在1957年10月22日獲得電視預備執照:65。1959年3月17日，中國電台開始試播電視節目:68。4月1日早晨10時，中國電台正式開始播出電視:68。同年中國電台的電視部門加入JNN聯播網:93。當時中國電台並無電視專業攝影棚，廣播和電視需共用機械和攝影棚，限制了節目製作。1960年11月5日，中國電台開始在毗鄰廣島城的基町修建新放送會館。這座建築由藤田組施工，地下1層、地上3層，總樓面面積6,600平方公尺，設有1個電視攝影棚和4個廣播錄音棚，耗資3.5億日元:80。翌年10月19日，中國電台開始從新放送會館播出節目:80。1966年3月20日，中國電台電視開始播出彩色電視節目:164-165。同年4月1日，中國電台電視部門實現全天無中斷播出:156-158。
1967年，為反映電視成為公司主營業務的現狀，中國電台更改公司名為中國放送:136。1960年代中期開始，中國放送多次前往海外製作紀錄片，包括1965年前往夏威夷製作日本人移民的紀錄片，以及1968年前往蘇聯的伏爾加格勒等地製作的紀念廣島和伏爾加格勒成為姊妹城市的紀錄片:149-151。1970年4月15日，中國放送首次通過彩色電視轉播職棒比賽。這一年5月，中國放送黃金時段的彩色節目比例達97.3%:165。1970年代後，中國放送開始著手經營多樣化。例如在1973年，中國放送利用位於上柳町的前總部土地修建了RCC文化中心:131。在開播20週年的1972年度，中國放送的年度營業額首次超過40億日元，達40.97億日元:225。
1977年開始，中國放送在每年5月日至5日舉辦廣島花節，現在已成為黃金週時期日本參加人數最多的大型活動之一:212-214。翌年中國放送導入了電子新聞採集（ENG）系統，令新聞製作編輯效率取得飛躍提高:249-255。1981年，中國放送對廣島原子彈爆炸的報道而獲得銀河賞大賞:207-208。翌年（1982年）是中國放送開播30週年。這一年中國放送完成了放送會館新館，新館的76公尺高的微波塔也成為廣島市新的地標:259-261。
1990年，中國放送啟用了現行商標:273。中國放送在1993年4月至9月時隔8年獲得收視率三冠王:397。由於JNN聯播網的核心局TBS電視台是亞洲運動會在日本的轉播單位，在廣島市舉辦1994年亞洲運動會時，中國放送得以獨家轉播亞運賽事，並且全面協助TBS進行轉播工作:310-312。中國放送轉播的亞運會開幕式在廣島取得46.5%的高收視率:310。此後中國放送還在1998年轉播了世界男子排球錦標賽:313-314。
2006年10月1日，中國放送開始播出數位電視訊號:101。同年中國放送開始啟用吉祥物黑熊三兄弟。2011年7月24日，中國放送停止播出類比電視訊號:104。

## 廣播部門
中國電台的開播第一天也是第25屆日本眾議院議員總選舉的投票日，因此中國電台在開播第一天就播出了選舉特別節目:37-38。開播初期，中國電台播出的節目中自製節目佔49.3%，其他節目則多是購自東京電台的節目:31。1953年，中國電台製作了首部自製廣播連續劇《山椒大夫》:40。翌年中國電台的自製節目比例提高到56.8%，以音樂節目最多，其次是娛樂節目和新聞節目:53。1959年，中國電台設立福山放送局，令廣島縣東部亦能收聽到中國放送的節目:114。
開播僅4天後，中國電台就在1952年10月5日轉播了廣島東洋鯉魚對大洋鯨的職棒比賽:48。1954年，中國電台更轉播了廣島東洋鯉魚全部主場比賽:48-49。1954年瑪麗蓮·夢露在日本觀看棒球賽時，曾參觀中國電台的轉播席:49。1965年5月3日，中國放送廣播加入JRN和NRN聯播網，以充實節目來源:172。當時中國放送廣播在上午播出主婦向節目，午後播出面向自營業者和司機的節目，夜間播出面向青年族群的節目，以和電視進行區隔:172。1977年10月1日至2日，在開播25週年之際，中國放送廣播播出了25小時特別節目，內容包括了棒球轉播、演唱會等多種不同領域:226-227。
1992年，中國放送廣播開始播出AM立體聲節目:279。為應對網路平台的崛起，中國放送廣播於2012年開始在網路電台服務radiko上播出節目，聽眾在網路上即可收聽中國放送廣播的節目:77。2015年，中國放送開始播出FM廣播訊號。

## 電視部門
中國電台電視部門在開播時即製作地方新聞節目《廣島話題》（ひろしまトピックス）:72。該節目是一個5分鐘的迷你節目，在收播前的22時至23時時段播出:101。1965年，中國電台開始在每週六播出30分的《廣島週刊》（ひろしまウィークリー）節目，是中國放送電視最初的大型自製資訊節目:159。1970年，中國放送和朝日放送、山陽放送、大分放送、南海放送、西日本放送共同製作《廣角星期六》節目，是當時日本電視界的全新嘗試:161-163。1976年，中國放送開始在週一至週五傍晚播出帶狀地方新聞節目《RCC6點新聞》，在開播第三週就取得8.3%的平均收視率:198。現在中國放送在週一至週五傍晚時段播出的帶狀資訊節目是《現在直播!》，自2012年開始播出:86。
中國放送亦製作綜藝和體育節目。在開播的第一天，中國電台電視就轉播了職棒廣島東洋鯉魚的比賽:104-105。1962年，中國電台電視轉播了在廣島市民球場舉辦的日美棒球廣島大會，由底特律老虎對陣日本的職棒球隊:125。1992年至2003年，中國放送在週二晚間黃金時段播出自製綜藝資訊節目《週刊爸爸時間》，獲得家庭觀眾層的好評，取得過超過30%的收視率:283-285。《TIM神的作業》是TIM的冠名節目，於2003年至2009年在週四晚間黃金時段播出。該節目還曾在愛電視台、山口電視台聯播:96。現在中國放送在週末午間製作兩檔自製的綜藝節目，分別是週六午間由千鳥主持的《街頭TV 出没!雛壇團》和週日午間由UNGIRLS主持的《元就。》:97。
中國放送製作了眾多紀錄片節目。1967年，中國放送製作了播出一年的53集特別節目《瀨戶內海》，記錄瀨戶內海地區的自然與文化，取得20%以上的高收視率:138-142。1970年，在廣島市遭到原子彈轟炸25週年之際，中國放送製作了大型紀錄片《世紀的證言》，獲得巨大反響，之後成為播出6年的系列作品，並在1994年和1998年重播:154-155。1978年至1982年，中國放送每月播出一次《RCC特集》（RCCスペシャル）節目，播出自製的紀錄片:199-200。

## 註释
1. ↑  「三冠」指全日（6:00-24:00）、黃金時間（19:00-22:00）、晚間時段（19:00-23:00）三個時段皆獲得收視率第一。

## 外部連結
- RCC首頁 （页面存档备份，存于） - RCC中國放送
  - RCC電台 AM1350kHz/FM94.6MHz （页面存档备份，存于） - RCC中國放送
  - 首頁|RCC電視台 （页面存档备份，存于） - RCC中國放送
- RCC電台的X（前Twitter）
- RCC電視台的X（前Twitter）
- YouTube上的RCC電台官方YOUTUBE頻道
- YouTube上的RCC電視台官方YOUTUBE頻道
- RCC電台的Facebook專頁
- RCC電台的Instagram帳戶